# Radical 88
Le radical 88, qui signifie le père, est un des 35 des 214 radicaux chinois répertoriés dans le dictionnaire de Kangxi composés de quatre traits.
Le caractère Unicode de 父 est 7236.

## Caractères avec le radical 88
| nombre de traits          | caractères |
| ------------------------- | ---------- |
| Sans trait supplémentaire | 爻         |
| 5 traits supplémentaires  | 爼         |
| 7 traits supplémentaires  | 爽         |
| 10 traits supplémentaires | 爾         |